# Premio Johan Skytte

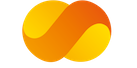
Logotipo del Premio Johan Skytte

El Premio Johan Skytte de Ciencia Política (en sueco: Skytteanska priset) fue creado en 1995 por la Fundación Johan Skytte en la Universidad de Uppsala. La fundación se remonta a la donación en 1622 de Johan Skytte (1577-1645), político y rector de la Universidad de Uppsala, que estableció la Cátedra Skyttean de Elocuencia y Gobierno. 
El premio consiste en 500.000 coronas suecas y una medalla. Estos deben otorgarse "al académico que a juicio de la Fundación haya hecho la contribución más valiosa a la ciencia política". Coloquialmente es llamado el Nobel de Ciencia Política. 

## Galardonados con el Premio Johan Skytte en Ciencia Política
| Año  | Galardonado |
| ---- | --- |
| 1995 | Robert Alan Dahl (1915-2014), profesor emérito, Universidad de Yale                                                           |
| 1996 | Juan José Linz (1926-2013), profesor, Universidad de Yale                                                                     |
| 1997 | Arend Lijphart (n. 1936), profesor, Universidad de California en San Diego                                                    |
| 1998 | Alexander L. George (1920-2006), profesor, Universidad Stanford                                                               |
| 1999 | Elinor Ostrom (1933-2012), profesora, Universidad de Indiana Bloomington                                                      |
| 2000 | Fritz W. Scharpf (n. 1935), profesor, Instituto Max-Planck de investigación social en Colonia (Alemania)                      |
| 2001 | Brian Barry (1936-2009), profesor, Universidad de Columbia                                                                    |
| 2002 | Sidney Verba (1932-2019), profesor, Universidad de Harvard                                                                    |
| 2003 | Hanna Pitkin (n. 1931), profesora emérita, Universidad de California en Berkeley                                              |
| 2004 | Jean Blondel (1929-2022), profesor, Instituto Universitario Europeo, Florencia                                                |
| 2005 | Robert Keohane (n. 1941), profesor, Universidad de Princeton                                                                  |
| 2006 | Robert Putnam (n. 1941), profesor, Universidad de Harvard                                                                     |
| 2007 | Theda Skocpol (n. 1947), profesora, Universidad de Harvard                                                                    |
| 2008 | Rein Taagepera (n. 1933), profesor, Universidad de California en Irvine                                                       |
| 2009 | Philippe C. Schmitter (n. 1936), profesor asociado, Instituto Universitario Europeo, Florencia                                |
| 2010 | Adam Przeworski (n. 1940), profesor, Universidad de Nueva York                                                                |
| 2011 | Ronald Inglehart (1934-2021), profesor, Universidad de Míchigan y Pippa Norris (n. 1953), profesora, Universidad de Harvard   |
| 2012 | Carole Pateman (n. 1940), profesora emérita, Universidad de California en Los Ángeles                                         |
| 2013 | Robert Axelrod (n. 1943), profesor, Universidad de Míchigan                                                                   |
| 2014 | David Collier (n. 1942), profesor, Universidad de California en Berkeley                                                      |
| 2015 | Francis Fukuyama (n. 1952), profesor, Universidad de Stanford                                                                 |
| 2016 | Jon Elster (n. 1940), profesor Robert K. Merton, Universidad de Columbia                                                      |
| 2017 | Amartya Kumar Sen (n. 1933), profesor, Universidad de Harvard                                                                 |
| 2018 | Jane Mansbridge (n. 1939), profesor, Universidad de Harvard                                                                   |
| 2019 | Margaret Levi (n. 1947), profesor, Universidad de Stanford                                                                    |
| 2020 | Peter J. Katzenstein (n. 1945), profesor, Universidad de Cornell                                                              |
| 2021 | David D. Laitin (n. 1945), profesor, Universidad de Stanford                                                                  |
| 2022 | Robert E. Goodin (n. 1950), profesor emérito, Universidad Nacional Australiana                                                |
| 2023 | Alexander Wendt (n. 1958), profesor, Universidad Estatal de Ohio y Martha Finnemore, profesora, Universidad George Washington |
| 2024 | Jürgen Habermas (n. 1929), filósofo                                                                                           |